# Давід Абрагам (футболіст)
Давід Анхель Абрагам (ісп. David Abraham, нар. 16 липня 1986) — аргентинський футболіст, захисник.
Виступав, зокрема, за клуби «Індепендьєнте» (Авельянеда) та «Базель», а також молодіжну збірну Аргентини.
Триразовий чемпіон Швейцарії. Дворазовий володар Кубка Швейцарії. Володар Кубка Німеччини.

## Клубна кар'єра
У дорослому футболі дебютував 2003 року на батьківщині виступами за команду клубу «Індепендьєнте» (Авельянеда), в якій провів чотири сезони, взявши участь у 69 матчах чемпіонату. 
Протягом 2007—2008 років захищав кольори іспанського «Хімнастік» (Таррагона).
Своєю грою за останню команду привернув увагу представників тренерського штабу швейцарського «Базеля», до складу якого приєднався 2008 року. Відіграв за команду з Базеля наступні чотири сезони своєї ігрової кар'єри. Більшість часу, проведеного у складі «Базеля», був основним гравцем захисту команди і здобув у її складі три титули чемпіона Швейцарії, а також два титули володаря Кубка країни.
Згодом з 2012 по 2015 рік грав у складі іспанського «Хетафе» та німецького «Гоффенгайм 1899».
До складу клубу «Айнтрахт» приєднався 2015 року. У новій команді також швидко став гравцем основного складу, а з часом отримав у команді капітанську пов'язку. 
17 січня 2021 року після поєдинку чемпіонату Німеччини проти «Шальке 04» (перемога «Айнтрахта» 3:1) оголосив про завершення кар'єри гравця заради свого сина Альфонсо, якому 4,5 роки.

## Виступи за збірну
2005 року залучався до складу молодіжної збірної Аргентини. На молодіжному рівні відсидів в запасі у 6 офіційних матчах та став чемпіоном світу.

## Титули і досягнення
- Чемпіон Швейцарії (3):

«Базель»: 2009-2010, 2010-2011, 2011-2012
- Володар Кубка Швейцарії (2):

«Базель»: 2009-2010, 2011-12
- Володар Кубка Німеччини (1):

«Айнтрахт»:  2017-2018
- Чемпіон світу (U-20): 2005